# Schillerkrage

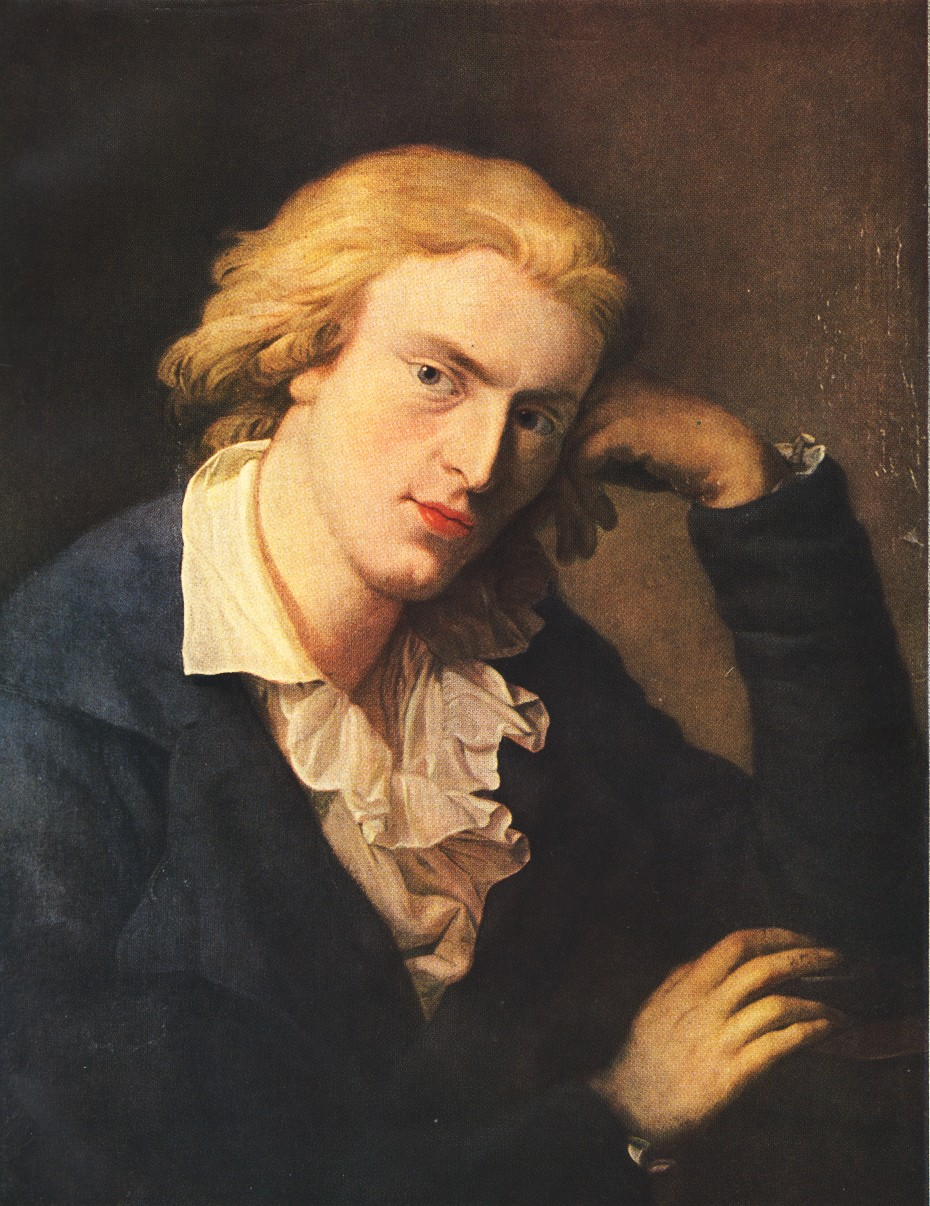
Friedrich Schiller

En Schillerkrage är en skjortkrage, som är uppknäppt i halsen och som ligger vikt över rock- eller kavajkragen. Den har fått sitt namn efter den tyske författaren Friedrich Schiller (1759–1805), som bar en sådan krage på ett återgivet  porträtt från åren  1786–1791.
Schillerkragen återfinns 1813 på ett porträtt av den engelske romantiske skalden Lord Byron, vilket givit upphov till det alternativa namnet Byronkrage. Inom det tyska språkområet har kulturpersonligheter som Ludwig van Beethoven och Heinrich Heine och inom det svenska Lorenzo Hammarsköld och Johan Ludvig Runeberg låtit sig avbildas med liknande klädsel. I alla dessa fall föreligger ett tydligt brott mot tidens konventioner. Under Schillers tid och även senare var normen i de högre klasserna tätt virade halsdukar eller bindor, som täckte halsen upp till hakan, under senare tid knäppt skjorta med någon form av kravatt, föregångare till dagens fluga och slips.
Det svenska ordet Schillerkrage är övertaget från det tyska "Schillerkragen" och första gången belagt 1914.
Nordisk familjebok beskriver den 1916 med tydligt ogillande: "Till den nu moderna dräkten passar den föga, utan gör snarare ett obehagligt intryck".
Vad som skulle vara det obehagliga med Schillerkragen är idag svårt att förstå. Eftersom den inte är avsedd att bäras med slips eller kravatt, kan den ha ansetts som ovårdad. Man kan jämföra med det svenska slipstvånget på restauranger med spritservering, som gällde allmänt fram till omkring 1970.

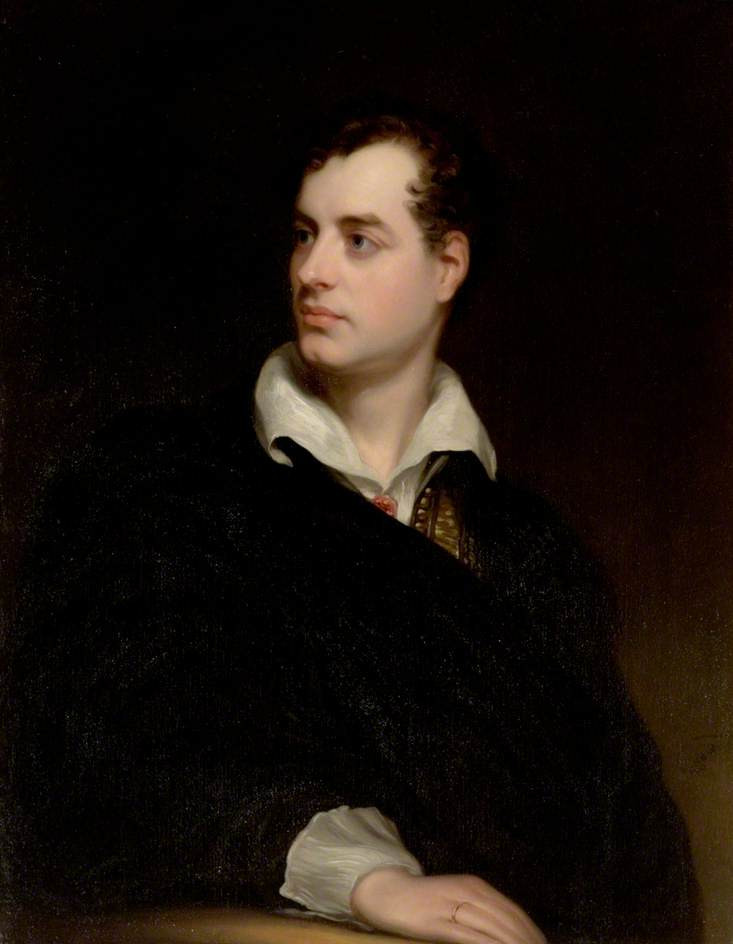
Lord Byron 1813
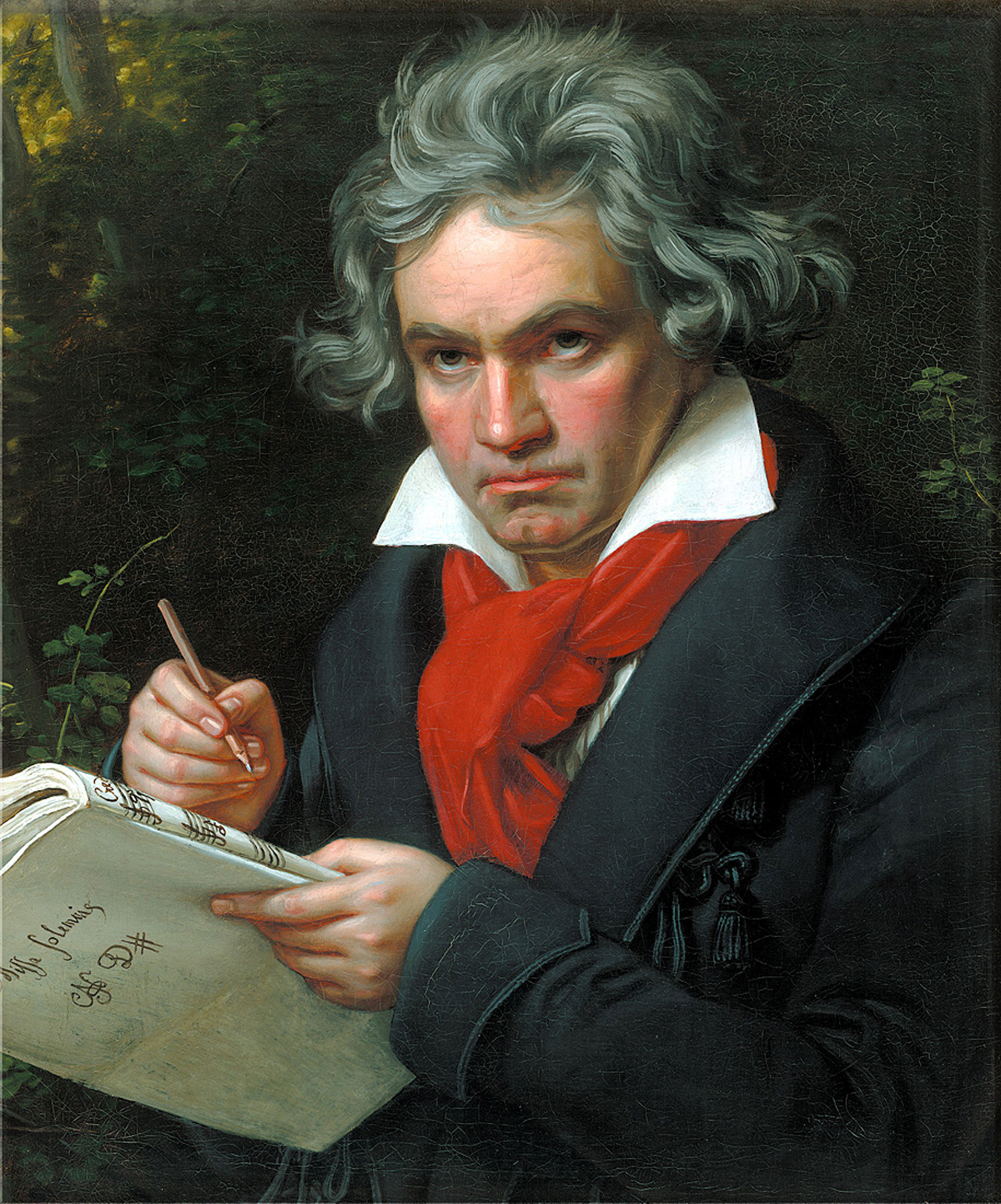
Ludwig van Beethoven 1819
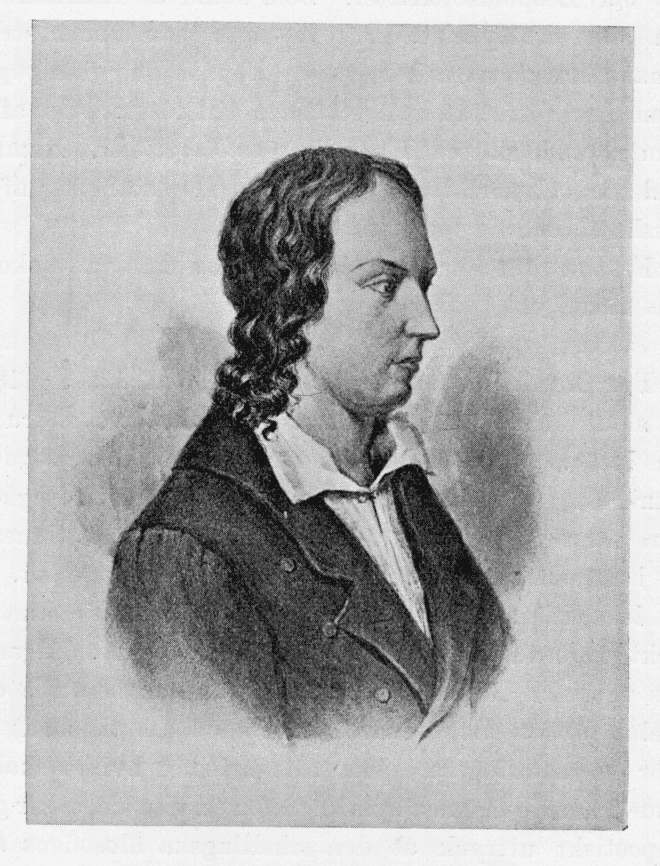
Lorenzo Hammarsköld (1785–1827)
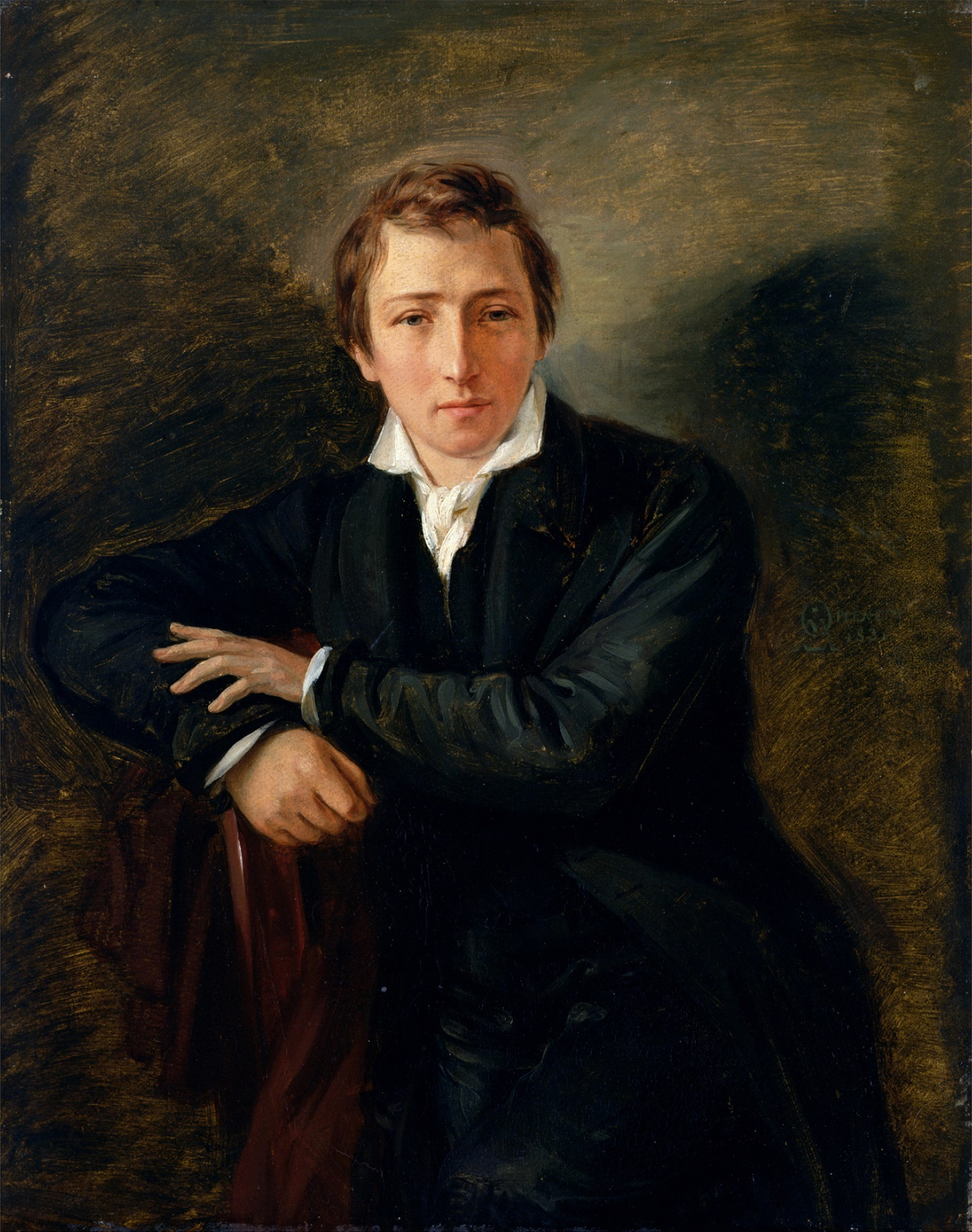
Heinrich Heine 18331
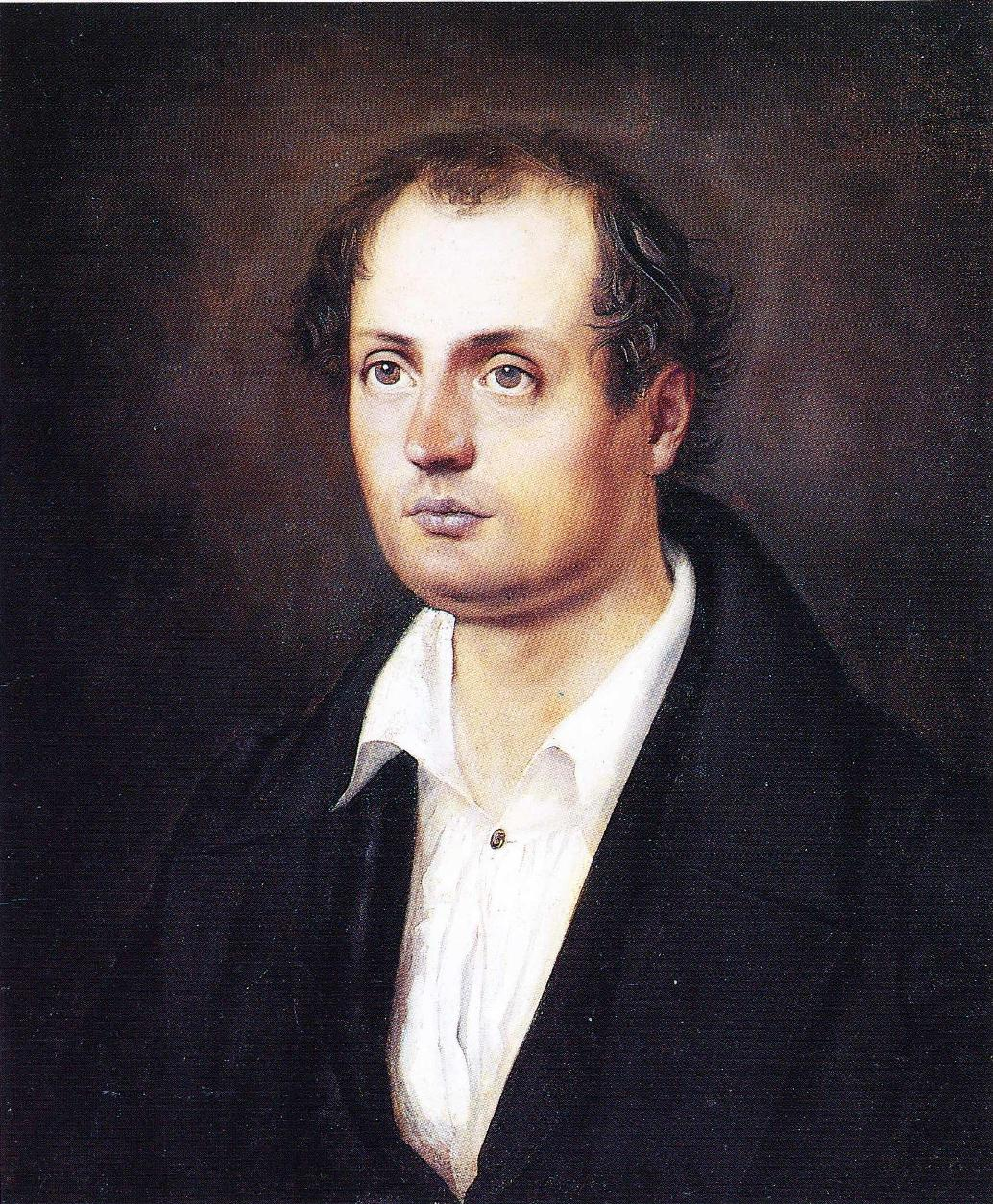
Johan Ludvig Runeberg 1837